# Adolf Weinhold
Adolf Weinhold (10. prosince 1903 Stropkov – září 1944? Zemianske Kostoľany) byl slovenský důstojník během druhé světové války, organizátor SNP na Horní Nitře.

## Život
Narodil se 10. prosince 1903 ve Stropkově, kde i vychodil lidovou školu. Dále pokračoval ve studiu, které ukončil maturitou v Košicích. Následně nastoupil na povinnou vojenskou službu u 2. horského praporu v Bardejově. Studoval na VUT v Praze. Při studiu pracoval jako dělník a později jako úředník v Praze.
Během mobilizace v roce 1938 narukoval do Jelšavy jako velitel záložního praporu. Později do září 1939 působil jako úředník v Bratislavě. Po vzniku Slovenské republiky 31. srpna 1939 nastoupil jako důstojník do slovenské armády. Sloužil jako důstojník dozorčí služby v Podbrezové. Známý byl svým protinacistickým smýšlením. Spolupracoval s odbojovými skupinami připravujícími povstání.
Později byl převelen v hodnosti setníka do Zemianských Kostoľan, kde navázal spojení s protifašisticky naladěnými důstojníky. Golianem byl pověřen řídit operace posádek Nováky, Bošany a Zemianske Kostoľany. Spolupracoval s partyzány a podílel se na vyzbrojení a vystrojení Hornonitrianské partyzánské brigády. Z místních vojenských skladů vytvořil významné opěrné body povstání v oblasti. Zajistil i plynulou výrobu munice pro povstalce.
Večer 29. srpna 1944 se spolu s celou posádkou přidal k povstalcům. Urychleně uskutečnil mobilizaci a dohlížel na formování obrany a vyzbrojování povstaleckých jednotek. Více než týden jednotky pod jeho velením houževnatě vzdorovaly útokům německé útočné skupiny Schill. Vyznamenal se zejména v bojích o Baťovany (dnešní Partizánske). Dne 9. září 1944 při vedení protiútoku při Malých Uhercích padl do německého zajetí. Po výslechu gestapem v Topolčanech byl odvezen na neznámé místo a později pravděpodobně popraven.
Jeho zajetí bylo těžkou ranou pro povstalce na tomto úseku. Ve středu 13. září Němci obsadili Nováky a o den později i Prievidzu.

## Vyznamenání a ocenění
V roce 1947 byl vyznamenán řádem SNP I. třídy in memoriam. V Trutnově je po něm pojmenována ulice.